# Abd-Al·lah ben Nasser Al Thani
Abd-Al·lah bin Nasser Al Thani —en àrab عبد الله بن ناصر بن عبد الله أحمد آل ثاني, ʿAbd Allāh ibn Nāṣir ibn ʿAbd Allāh Aḥmad Āl Ṯānī— (Doha, 29 de setembre de 1969) és un membre de la família reial de Qatar, parent de l'emir d'aquest país, Tamim Al Thani. En juny de 2010 va entrar a formar part com a màxim accionista i president del Màlaga CF SAD, que té un equip de futbol a la Primera Divisió espanyola, un filial a Tercera Divisió i un equip femení a la Superlliga femenina espanyola.

## Carrera professional
Ha estudiat Gestió i Administració d'Empreses i Dret a Egipte i es dedica al món dels negocis participant en la gestió i com a accionista de nombroses empreses a través de les quals està present en més de trenta països i dona feina al voltant de tres mil treballadors, a més de formar part del govern del seu país. Entre les companyies per a les quals treballa es troba el Banc de Doha, cadenes hoteleres, centres comercials, l'empresa de telefonia mòbil PhoneSat, agències de viatges, botigues de moda i d'electrònica de consum com Nasir Ben Abdullah and Sons Trading, concessionaris d'automòbils i camions, entre d'altres. Participa en activitats benèfiques i realitza ajuts econòmics en diversos camps. Entre les seves aficions hi ha la del futbol; els cavalls de carrera, ja que posseeix la quadra Al Naif Stud; i els cotxes de luxe. A més de la seva gestió en el Màlaga Club de Futbol, és soci honorífic del club de Qatar Al-Rayyan, que compta amb seccions de futbol, bàsquet, handbol, voleibol i tennis de taula.